# Thomas Winkler
Pour les articles homonymes, voir Winkler.
Thomas Laszlo Winkler, né le 20 novembre 1985, est un chanteur suisse. Il est connu pour être l'ancien chanteur des groupes de power metal Gloryhammer et Angus McSix, jouant les rôles de « Angus McFife, Prince of the Land of Fife », de son descendant « Angus McFife XIII » dans l'histoire interne de ces groupes,

## Biographie

### Origines, études et parcours professionnel
Thomas Winkler naît le 20 novembre 1985[réf. souhaitée] à Zollikofen[réf. souhaitée], dans le canton de Berne. Il grandit à Zollikofen.
Après le gymnase, il fait des études de droit à l'Université de Berne et devient à 26 ans le plus jeune notaire du canton.
Il dirige sa propre étude de notaire à Thoune depuis 2013.

### Parcours artistique
Après avoir postulé en 2010 au poste de chanteur du groupe DragonForce, il est contacté pour devenir celui de Gloryhammer. 
Après en être exclu en 2021, il fonde le groupe Angus McSix,.

### Vie privée
Il est marié à une enseignante depuis 2017 et père d'un enfant.